# Lawrence Henry Hicks
Lawrence Henry Hicks (Londra, 1912 – Laverton, 21 aprile 1997) è stato un compositore australiano.

## Biografia
La sua notorietà è perlopiù legata alla composizione di Nauru Bwiema, dal 1968 inno nazionale della repubblica di Nauru, basato su un testo di Margaret Hendrie.
La collaborazione tra Hicks e la Hendrie ha nel tempo assurto a simbolo dell'amicizia tra Nauru e l'Australia.